# Monteneuf
 Monteneuf  (en bretón Monteneg) es una población y comuna francesa, situada en la región de Bretaña, departamento de Morbihan, en el distrito de Vannes y cantón de Guer.

## Demografía
| 923 | 842 | 805 | 722 | 713 | 660 |
| Para los censos de 1962 a 1999 la población legal corresponde a la población sin duplicidades (Fuente: INSEE [Consultar]) |     |     |     |     |     |